# Віктор Луї Менаж
Віктор Луї Менаж (англ. Victor Louis Ménage; 15 квітня 1920, Чизлгерст, Кент, Англія — 11 червня 2015, Сассекс, Англія) — британський історик-сходознавець, який спеціалізувався на історії Османської імперії. Один з редакторів другого видання фундаментальної «Енциклопедії ісламу». Професор османської історії в Лондонському університеті, голова відділення.

## Біографія
Народився 15 квітня 1920 року у Чизлгерсті, графство Кент у сім'ї невідомого, ймовірно, гугенотського походження. За словами майбутнього науковця, в дитинстві вони жили досить бідно, хоча і не голодували. Мав брата з інвалідністю. У 1930—1938 роках навчався в Елтемському коледжі, отримуючи там стипендію і намагаючись таким чином «втекти від сімейних негараздів». Завдяки своїм старанням отримав місце у Клер-коледжі, другому за віком коледжі Кембриджського університету, де навчався за програмою класики. За його словами, він почував себе тут «як риба у воді».
1940 року, «з міркувань совісті», відмовився від військового призову, не відправившись воювати за свою країну у Другій світовій війні, і був прийнятий до квакерів, надаючи допомогу учасникам бойових дій. На момент закінчення бойових дій перебував в Ефіопії. До того моменту його батьки остаточно посварилися і розійшлися, тому мама залишилася під опікою у сина. Для того, щоб мати можливість її утримувати, він не відмовився від пропозиції повернутися до Кембриджу і почав викладати в Аддис-Абебі. Менаж називав свою роботу тут «стимулювальною» та «новаторською». Тут познайомився з Йоганною, яка стала його дружиною та постійною супутницею на все життя.
1950 року повоєнна лейбористська адміністрація узялася за розширення вивчення сходознавства в Лондонському університеті. Спочатку Менаж подав заявку на стипендію державної скарбниці з амхарської мови, однак натомість йому запропонували турецьку. Таким чином він опинився в Школі сходознавства та африканістики, яка якраз вступала в роки свого розквіту. 1954 року здобув ступінь бакалавра першого класу з турецької мови, а наступного року отримав посаду викладача. Після цього в черговий раз отримав стипендію і від імені школи попрямував до Туреччини, де займався мовою «на місці». У той період там перебував тюрколог Джерард Клосон, який висловився про Менажа як про людину, яка відмінно знає свій предмет і володіє по-справжньому науковим підходом до своєї справи. 1961 року, так і не подавши дисертацію, залишив Школу і продовжив подорож Туреччиною. Перебуваючи тут він представив свою єдину монографію «Історія османів Нешрі» (англ. Nes̲h̲ri's history of the Ottomans; the sources and development of the text). Невдовзі повернувся до Лондонського університету, отримавши посаду викладача. У період викладацької діяльності його запросили для написання статей у другому виданні «Енциклопедії ісламу», а коли 1964 року історик і мистецтвознавець-індолог Джон Бертон-Пейдж, який теж працював у Лондонському університеті, вирушив у відрядження до Індії, Менаж отримав посаду асистента редактора другого тому видання. 1970 року обійняв посаду голови відділення турецької історії і професора Османської історії в Лондонському університеті, з відзнакою займаючи її до 1983 року. Вийшов на пенсію, але продовжив публікувати наукові праці і виступати як автор і співредактор «Енциклопедії ісламу» (призначений одним з головних редакторів третього тому другого видання ще влітку 1970 року). 1987 року став почесним доктором Бірмінгемського університету. 1994 року вшанований як фестшріфт.
В останні роки Віктор і його дружина сильно залежали від опікунів, оскільки довге трудове життя та старість послабили їхні організми. Віктор мирно помер 11 червня 2015 року у 95 років. У його роки османістика в Лондонському університеті досягла свого розквіту.

## Монографія
Єдиною монографією стала «Історія османів Нешрі» (англ. Nes̲h̲ri's history of the Ottomans), опублікована ще 1964 року. Це була розширена інтерпретація науковця цього джерела, який довгий час слугував одним з основних первинних джерел про історію Османської імперії. На початку своєї праці Менаж розповів коротку біографію Нешрі. Далі Менаж аналізує джерела, на які міг спиратися Нешрі і доходить до висновку, що його праця є першою тюркомовною роботою з загальної історії, написаною за аналогією класичних робіт істориків Арабського і Перського світів, але повністю основаної на праці Ашикпашазаде й «Оксфордської анонімної хроніки». Далі наводить зразки раннього з відомих світу рукописів роботи Нешрі, яку 1929 року виявив Теодор Менцель в Кастамону. Наприкінці наводить п'ять програм, які допомагають краще зрозуміти працю. На думку історика Мухаммада Рашида Ферозе, ця монографія є «важливим довідником для науковців і для всіх серйозних людей, які вивчають історію Османської імперії» і стане у пригоді студентам, які вивчають османську історію.